# Mala hierba (canción)
"Mala hierba" es una canción y el primer sencillo del quinto álbum de estudio Libre de la cantante y compositora mexicana de rock Alejandra Guzmán lanzado a principios para en el mes de julio del año 1993 por la discográfica BMG U.S. Latín. La canción fue escrita por J.R. Florez y Marina Lima. Esta canción fue una de sus primeras exitosas y del álbum también.

## Videoclip
Se grabó en 1993 y se muestra a la cantante llegando a un bar junto con unos bikers y bailando sensualmente frente a un hombre mientras que en otras escenas ese mismo hombre esta vestido de biker y la pasan bien hasta el final del vídeo.

## Lista de canciones

### Sencillo - CD[7]
| Mala hierba — Single |               |          |  |
| N.º                  | Título        | Duración |  |
| 1.                   | «Mala hierba» | 4:04     |  |

## Posicionamiento en listas
| Lista (1993)              | Posición |
| ------------------------- | -------- |
| Billboard Hot Latin Songs | 10       |